# Izydor (metropolita nowogrodzki)
Izydor (zm. 31 marca?/10 kwietnia 1619) – rosyjski biskup prawosławny. 
Wieczyste śluby mnisze złożył w Monasterze Sołowieckim. W 1597 został jego przełożonym z godnością ihumena. Jego chirotonia biskupia, po której otrzymał natychmiast godność metropolity nowogrodzkiego, miała miejsce w 1603 lub 1604. 1 czerwca 1606, jako najstarszy godnością hierarcha rosyjski (po usunięciu z urzędu patriarchy Ignacego, a jeszcze przed wyborem jego następcy Hermogena) koronował na cara Wasyla Szujskiego. 
W 1611 wziął udział w obronie Nowogrodu przez Szwedami. W czasie walk pozostawał razem z obrońcami na murach miasta, błogosławiąc ich i śpiewając psalmy. Po upadku miasta razem z wojewodą Iwanem Odojewskim negocjował ze szwedzkim generałem de la Gardie warunki porozumienia. Zawarty wówczas układ odłączał Nowogród od Rosji i przyznawał królowi szwedzkiemu prawo osadzenia na tronie "państwa nowogrodzkiego" jednego ze swoich synów. Po zakończeniu wielkiej smuty i objęciu tronu rosyjskiego przez Michała Romanowa nowy car wybaczył metropolicie nowogrodzkiemu udział w opracowaniu i podpisaniu tegoż traktatu. 
Izydor sprawował urząd metropolity do śmierci w 1619. Został pochowany w soborze Mądrości Bożej w Nowogrodzie.